# Šarūnas Jasikevičius
Šarūnas "Saras" Jasikevičius ( ? i  escolteu-ne la pronunciació en lituà) (nascut el 5 de març de 1976 a Kaunas, Lituània) és un exjugador i entrenador professional de bàsquet. Mesura 1,93 metres i va ser triat MVP de l'Eurobasket 2003 i de la Final Four de l'Eurolliga 2005. Fou guardonat amb el premi Mr. Europa el 2003.

## Trajectòria com a jugador

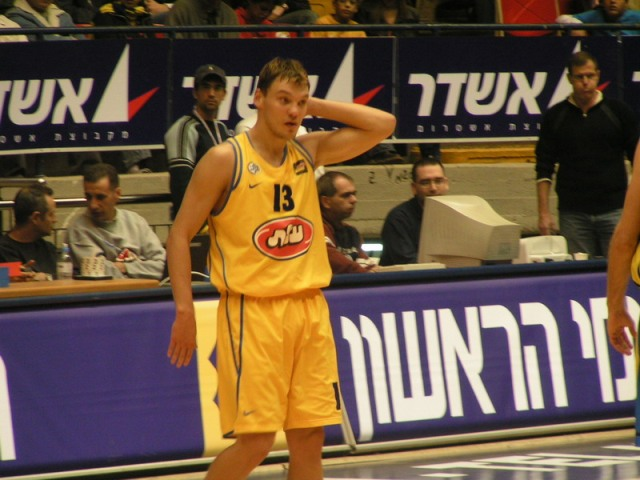
Saras al Maccabi Tel Aviv.

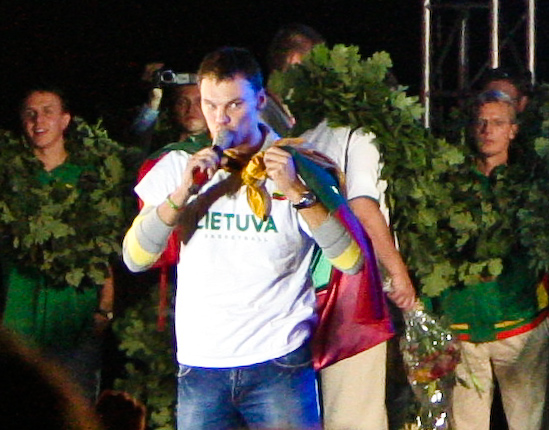
Šarūnas agraeix el suport dels seguidors a Vílnius, 2007.

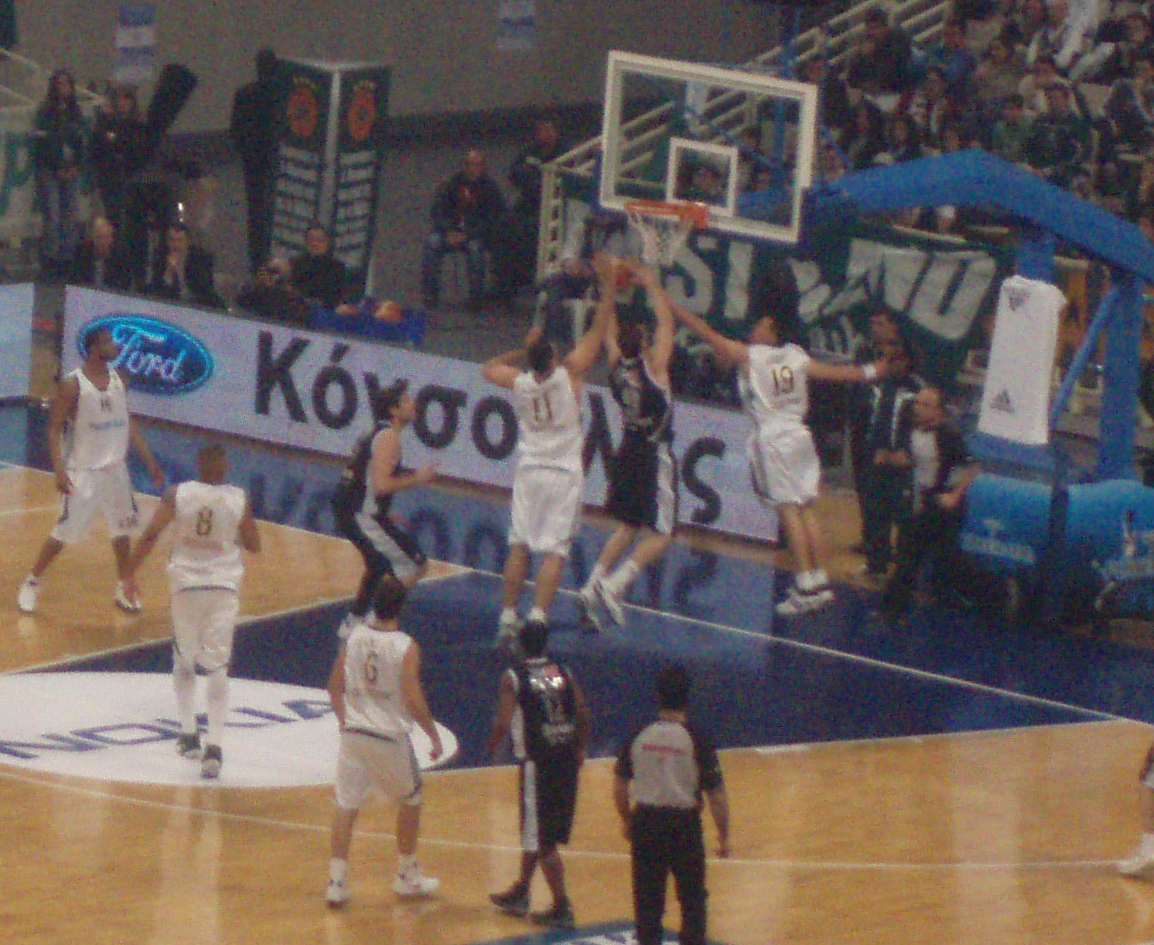
Jasikevičius (#19) al Panathinaikos.

Jasikevicius va anar als Estats Units a una edat primerenca, jugant en un institut de Pennsilvània i més tard en la Universitat de Maryland. En la seva etapa universitària va jugar en la posició d'escorta però no va convèncer a cap equip de l'NBA. A l'acabar el seu cicle universitari va tornar a Lituània, on va jugar amb el Lietuvos Rytas en la temporada 98-99. Un any després, va fitxar per l'Olimpija eslovè, on va estar a les ordres de l'entrenador Zmago Sagadin. Sarunas va aconseguir una medalla de bronze en els Jocs Olímpics de Sydney 2000, quan la selecció lituana va perdre contra l'estatunidenca per una diferència de només dos punts. Va ser la victòria més ajustada de la història de la selecció americana de bàsquet des que va començar a utilitzar jugadors NBA, i un triple de Jasikevicius en l'últim segon va poder haver-los eliminat.
Després d'haver aparegut en l'escena internacional, Sarunas va signar amb el FC Barcelona, on Aíto García Reneses el va reconvertir en base, i va jugar allí des del 2000 fins al 2003. Es va convertir en un dels millors jugadors d'Europa, arribant a guanyar l'Eurolliga del 2003 al costat d'altres estrelles com Dejan Bodiroga o Gregor Fucka. En aquell mateix any, va guanyar l'Eurobasket amb la selecció lituana, guanyant en la final a la selecció espanyola de Pau Gasol, i va ser triat millor jugador del campionat. A causa de les retallades pressupostàries de l'equip de bàsquet del FC Barcelona per part del nou president Joan Laporta, Jasikevicius va haver d'abandonar el Barcelona, i va marxar al Maccabi Tel Aviv, on va guanyar 2 Eurolligues seguides, la del 2004 i la del 2005.
Als Jocs Olímpics d'Atenes 2004, va aconseguir rescabalar-se de la derrota de Sidney; hi va fer 28 punts que van ser claus per a la victòria contra els Estats Units.
L'estiu del 2005, Saras marcar a l'NBA, on va signar contracte amb els Indiana Pacers.
El 2012 va fitxar novament pel FC Barcelona, després d'haver-hi jugat anteriorment en el període 2000-2003.
L'estiu de 2014 va anunciar la seva retirada del bàsquet professional, després d'una última temporada al Zalgiris Kaunas, i la seva nova etapa com a entrenador assistent de l'equip lituà.

### Clubs
- Universitat de Maryland (Estats Units): 1995-1998.
- Lietuvos Rytas (Lituània): 1998-1999.
- Olimpija Ljubljana (Eslovènia): 1999-2000.
- FC Barcelona (Catalunya): 2000-2003.
- Maccabi Tel Aviv (Israel): 2003-2005.
- Indiana Pacers (Estats Units): 2005-2007.
- Golden State Warriors (Estats Units): 2007.
- Panathinaikos (Grècia): 2007-2012.
- FC Barcelona (Catalunya): 2012-2013
- Žalgiris Kaunas (Lituània): 2013-2014

## Trajectòria com a entrenador

#### Zalgiris
Després de retirar-se el 2013, Sarunas va estar un any i mig aprenent el seu nou ofici, el d'entrenador.
El 13 de gener de 2016, va ser nomenat entrenador en cap del Zalgiris després d'haver substituït Gintaras Krapikas de forma interina tres dies abans. Es va estrenar en un partit del Top 16 davant el Reial Madrid amb derrota per als lituans per 92-86.

#### FC Barcelona
Després de quatre anys com a entrenador principal del Žalgiris Kaunas, al juliol de 2020 s'oficialitza el seu fitxatge pel FC Barcelona per tres temporades.
En la seva primera temporada va guanyar la Copa del Rei i la Lliga ACB. En el seu segon any com a entrenador del Barcelona va guanyar la Copa del Rei. I en la seva tercera temporada de nou la Lliga ACB. Tot i això, club i jugador no es van posar d'acord en la rebaixa salarial que el club pretenia emprendre a la secció i conseqüentment la teòrica disminució de la competitivitat de la plantilla, cosa que va comportar la sortida del club del tècnic lituà.

## Palmarès

### Títols internacionals de Selecció
- Medalla de bronze en els Jocs Olímpics de Sydney 2000, amb la Selecció de bàsquet de Lituània.
- Campió de l'Eurobasket 2003, amb la Selecció de bàsquet de Lituània.
- Medalla de bronze a l'Eurobasket 2007, amb la Selecció de bàsquet de Lituània.

### Títols internacionals de Club
- 4 Eurolligues: 2003 (FC Barcelona); 2004, 2005 (Maccabi Tel Aviv) i 2009 (Panathinaikós AO).